# Minmi (biológia)
A Minmi a hüllők (Reptilia) osztályának dinoszauruszok csoportjába, ezen belül a madármedencéjűek (Ornithischia) rendjébe és a páncélos dinoszauruszok (Thyreophora) alrendjébe tartozó nem.
A Minmi egy kistestű Ankylosauria volt, mely 119-113 millió évvel élt ezelőtt, a kora kréta korszakban. A Minmit a lelőhelyéről nevezték el, a helység neve Minmi Crossing, ez Ausztráliában van.
Egy ideig a Minmi volt a legrövidebb nevű dinoszaurusz, amíg Kínában, fel nem fedeztek egy ragadozó dinoszauruszt, melynek a Mei nevet adták.
Úgy tűnik, hogy a Minmi egy sikeres dinoszaurusz volt, mert az ausztrál dinoszauruszok közül, belőle találtak a legtöbbet. Legalább öt teljes csontvázat találtak, az egész Ausztrália területén (lehetséges, hogy Új-Zélandon is).

## Felfedezése
A Minmit, a Minmi Crossing közelében találták meg, a Bungil Formation-ban, amely a queenslandi Romához tartozik. Először Ralph E. Molnar írta le ezt a dinoszaurusznemet, 1980-ban. 2004-ig neki volt a legrövidebb neve. A nembe tartozó faj teljes neve, Minmi paravertebra.

## Megjelenése
A Minmi egy kis páncélos dinoszaurusz volt, amely az Ankylosauria csoporthoz tartozott. Négy lábon járt és hosszú farka volt. Túl ősi volt ahhoz, hogy az Ankylosauridae vagy a Nodosauridae családokba sorolják. Mint a többi ankylosaurusz, a Minmi is növényevő volt, táplálkozva cikászokkal, páfrányokkal és zsurlókkal. Az állatnak csontos dudorai voltak a fején, hátán, oldalán, lábain és hosszú farkán. A többi ankylosaurusztól eltérően, a Minminek, a bordáival párhuzamosan vízszintes, csontos lemezek húzódtak. Innen a faj neve is: paravertebra=párhuzamos borda.
A Minminek négy hosszú lába volt, (a hosszú láb nem jellemző az ankylosauruszokra), a mellső lábak hosszabbak voltak, mint a hátsók. Nyaka rövid volt, ezen egy széles koponya ült, amelyben egy nagyon kis agy helyezkedett el. A dinoszaurusz körülbelül 3 méter hosszú és 300 kilogramm tömegű lehetett. A Minmi valószínűleg lassan mozgott. A tudósok az állat hosszát és súlyát, a megkövesedett nyomokból következtették. Egyesek szerint, a kis méretű agy miatt, a Minmi intelligenciája alul maradt a többi korabeli dinoszaurusszal szemben.